# Marguerite Lejonhufvud
Titre
Reine consort de Suède-Finlande
1er octobre 1536 – 26 août 1551
(14 ans, 10 mois et 25 jours)
Marguerite Lejonhufvud (en suédois : Margareta Eriksdotter (Leijonhufvud)) (1er janvier 1516 - 26 août 1551), est reine consort de Suède du 1er octobre 1536 à 1551, seconde épouse du roi Gustave Ier Vasa après Catherine de Saxe-Lauenbourg.

## Biographie

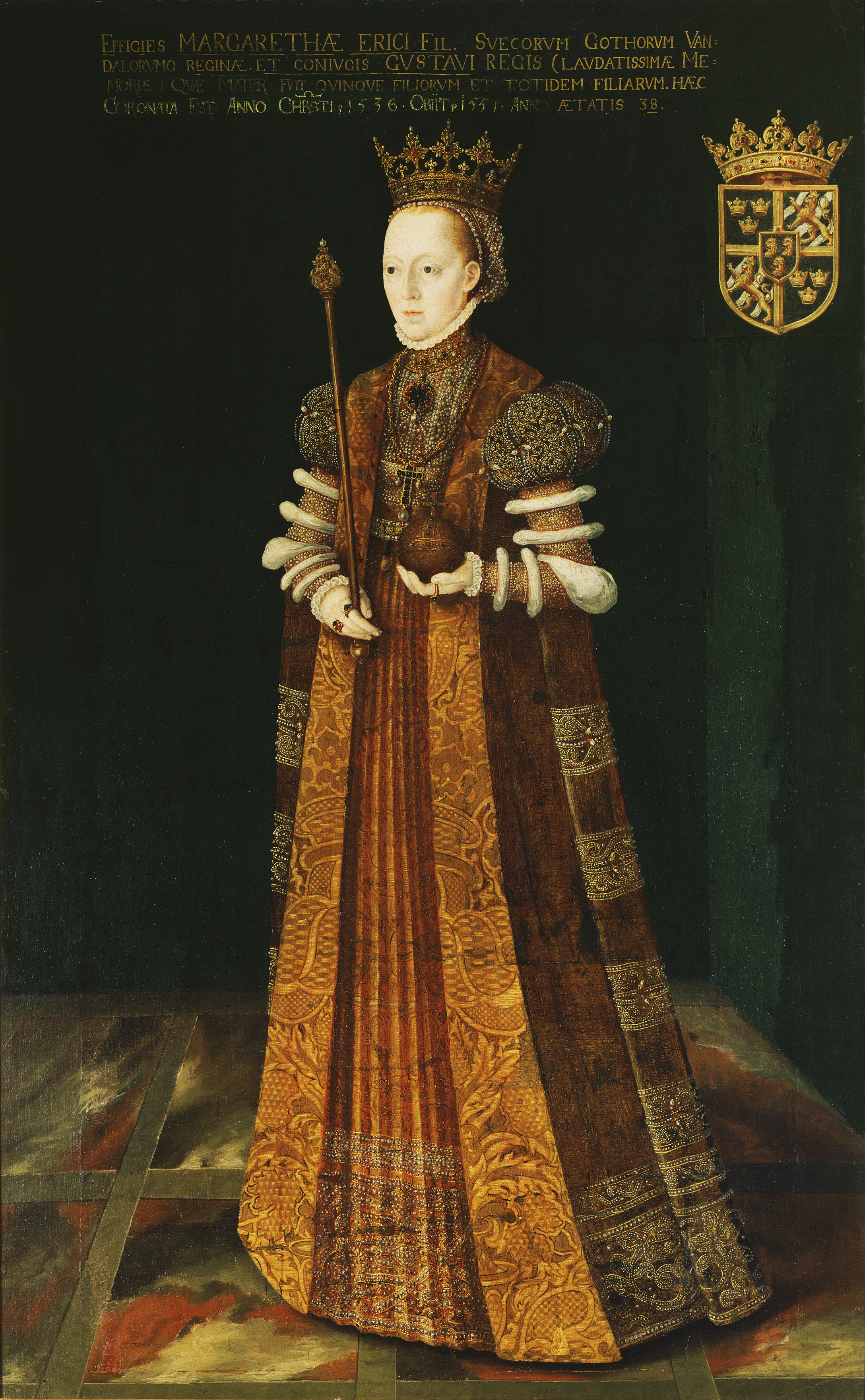
Marguerite Lejonhufvud

Marguerite Leijonhuvfud appartient à l'une des familles nobles suédoises les plus puissantes. Elle est la fille d'Erik Abrahamsson Leijonhufvud, exécuté lors du massacre de Stockholm, et d'Ebba Eriksdotter Vasa (parente du roi).
Elle est déjà fiancée quand le roi décide de l'épouser. Les fiançailles sont rompues. Le fiancé, Svante Sture, épouse plus tard sa sœur. Une histoire décrit ce dernier événement : le roi aurait un jour aperçu sa nouvelle reine seule avec son ancien fiancé à genoux devant elle. Il demande plein de colère : « qu'est-ce que c'est ?! » La reine Marguerite alors lui répond vite : « Monsieur Sture me demande la main de ma sœur ! », ce à quoi le roi dit immédiatement « accordé ! » Et Svante Sture épouse en hâte la sœur de la reine, Martha Leijonhufvud, une femme connue pour être despotique à un point qu'elle était surnommée « le roi Martha ».
Les premières années de son mariage, Marguerite et sa mère Ebba jouent un rôle important à la cour royale et il est dit que même le roi n'a pas osé s’opposer à sa belle-mère ; son influence, cependant, n'est pas politique.
La reine Marguerite est décrite comme intelligente et belle et son mariage est considéré comme heureux ; on ne sait pas si son mari lui a été infidèle. Elle consacre sa vie aux devoirs domestiques et à la vie familiale. Elle reste catholique sa vie entière et il lui est pénible de voir le roi confisquer des biens aux vieux couvents catholiques. Malgré cela, il semble qu'elle n’a jamais utilisé son influence pour promouvoir ses croyances propres. Elle fait cependant des donations à l'abbaye Vadstena toujours active, aussi bien que sa famille ; sa mère est aussi une bienfaitrice de l'abbaye Vreta.

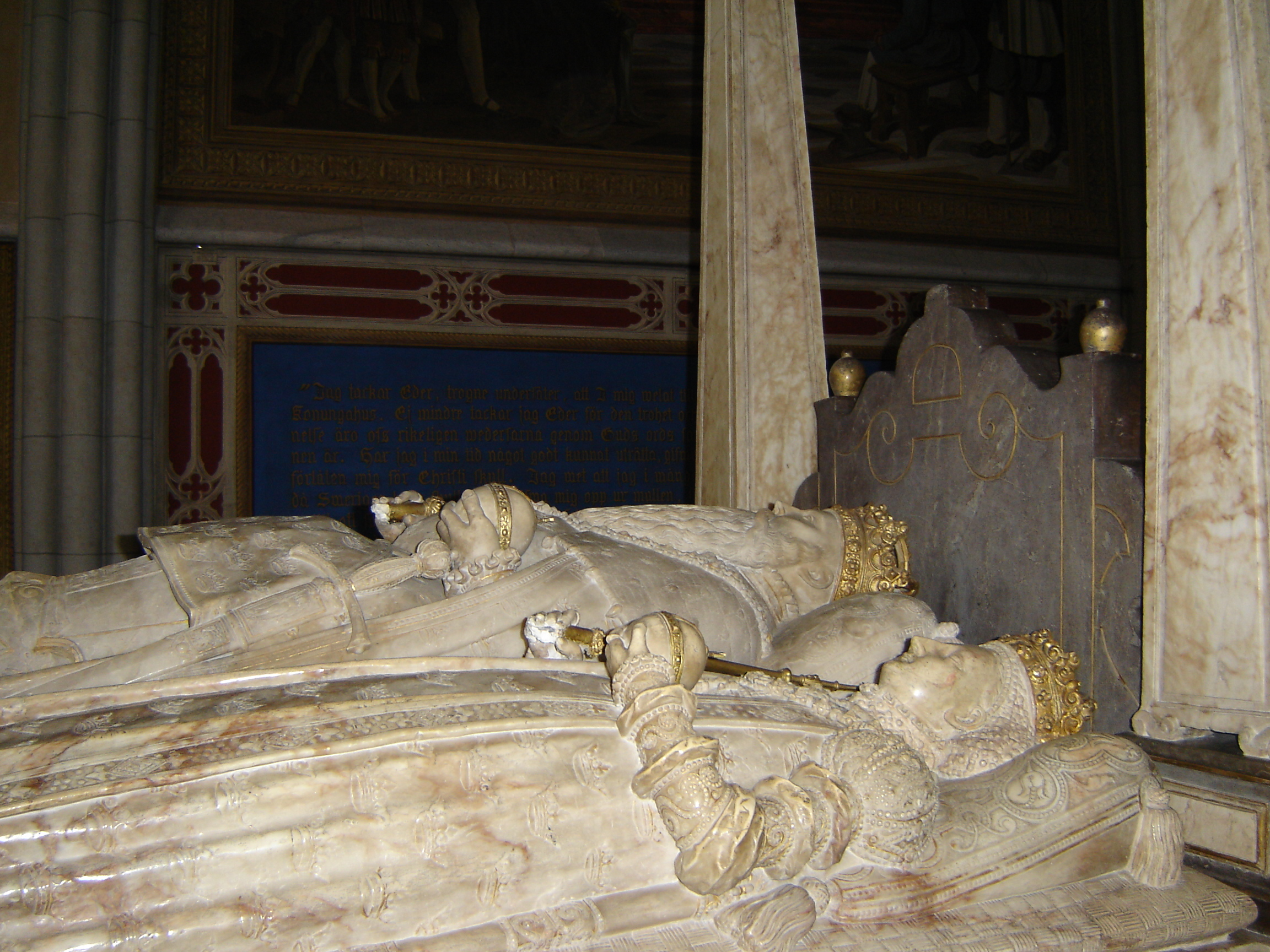
Gustave Ier et Marguerite

Ses fréquentes grossesses dévastent sa santé. En août 1551, elle et ses enfants font une excursion en bateau sur le lac Mälar et à leur retour, elle attrape une pneumonie. À sa mort, elle est profondément pleurée par le roi.
Par sa fille aînée Catherine, elle est une ancêtre en ligne directe de la reine Victoria.

## Généalogie
| Marguerite Lejonhufvud | Père : Erik Abrahamsson | Grand-père paternel : Abraham Kristiernsson |
| Marguerite Lejonhufvud | Père : Erik Abrahamsson | Grand-mère paternelle : Birgitta Månsdotter |
| Marguerite Lejonhufvud | Mère : Ebba Eriksdotter | Grand-père maternel : Erik Karlsson         |
| Marguerite Lejonhufvud | Mère : Ebba Eriksdotter | Grand-mère maternelle : Anna Karlsdotter    |

## Ses enfants
- Jean III (1537-1592), duc de Finlande, roi de Suède de 1567 à 1592.
- Catherine (1539-1610), épouse d'Édouard II, comte de Frise orientale.
- Cécile (1540-1627), épouse de Christophe II de Bade.
- Magnus (1542-1595).
- Karl (1544-1544).
- Anne-Marie (1545-1610), épouse de Georges-Jean de Veldenz
- Sten (1546-1547).
- Sophie (1547-1611).
- Élisabeth (1549-1597).
- Charles IX (1550-1611), roi de Suède de 1604 à 1611.